# Мручківська Леся
Мручківська Леся — українська письменниця, сценаристка. Член НСПУ. Переможець міжнародного літературного конкурсу «Гранослов» (2004).

## Життєпис
Закінчила Київський інститут театрального мистецтва.
Перша прозова публікація – в літературно-мистецькому журналі "Світовид" у 1999 р.
Переможець Міжнародного літературного конкурсу "Гранослов-2004" у номінації "проза". За результатами конкурсу вийшла друком перша книжка – збірка прозових творів "У пошуках ноти".
Для творчості Лесі Мручківської характерні інтелект. напруга, філос. осмислення проблем буття, активне використання модер. форм і стиліст. засобів, зокрема япон. поезії хайку.

## Творчий доробок
Авторка роману «Наслідки апокаліпсису», п'єси «Ті, що залишаться» (обидва твори — 2001), збірки оповідань і драми «У пошуках ноти» (2005; усі — Київ), численних новел та поезій, опублікованих у літературних часописах; сценаріїв до короткометражних к/ф «Привид часу» (1998), «Смак заліза» (1999), «Атлантида» (2000) та ін., циклів документальних фільмів.
Добірку її поезій перекладено болгарською мовою.